# Hexepeolus rhodogyne
Tribu
Genre
Espèce
Hexepeolus rhodogyne est une espèce d'abeilles. C'est la seule espèce du genre Hexepeolus et de la tribu Hexepeolini.